# 무선 메시 망
무선 메시 망 또는 무선 메시 네트워크(Wireless Mesh Network, 줄여서 WMN)는 메시 망의 일종이다.
무선 메시 네트워크는 메시 라우터들과 메시 클라이언트이라는 노드들로 이루어진 네트워크이다. 메시 라우터들이 무선 메시 네트워크의 핵심을 이룬다. 각 메시 노드들은 1이상의 홉을 거쳐 온 데이터들을, 무선 전송이 되는 한도 내에서, 이웃 라우터나 클라이언트에게로 전달해주거나 한다.
보통 메시 라우터들은 이동성이 없다. 메시 클라이언트는 이동성을 가질 수도 안 가질 수도 있다.
메시 클라이언트는 예를 들어 노트북 컴퓨터, PDA 등이 될 수 있다. 보통 많은 수의 메시 라우터들이 무더기로 배치된다. 이것들은, 벽 뒤나 건물 사이사이에서 서로서로 자동적으로 메시 연결을 하게 된다.

## 특징
일반적인 특징으로 다음을 꼽을 수 있다.
- 다수 홉 라우팅 : 다수 홉 라우팅(multi-hop routing)을 함으로써, 현재의 무선랜이 커버하는 범위보다 커버하는 범위가 넓어진다. 또한 직선 시야(LOS) 링크가 없어도 통신을 하게 된다.
- 애드혹 네트워킹 : 스스로 망을 구성하고 스스로 설정된다.
- 기존 무선망과 상호 운영 : 기존의 무선랜과 상호 운영이 가능하다.

## 같이 보기
- IEEE 802.11s
- 메시 망
- 애드혹 망
- P2P
- 무선 애드혹 망
- 무선 분배 시스템

## 참고 문헌
- Akyldiz et al., Wireless mesh networks : a survey, 2005.